# Коино
Коино — деревня в Череповецком районе Вологодской области на реке Малый Южок.
Входит в состав Югского сельского поселения (с 1 января 2006 года по 8 апреля 2009 года входила в Сурковское сельское поселение), с точки зрения административно-территориального деления — в Сурковский сельсовет.
Расстояние до районного центра Череповца по автодороге — 38 км, до центра муниципального образования Нового Домозерова по прямой — 12 км. Ближайшие населённые пункты — Высоково, Бавленское, Сурково.
По переписи 2002 года население — 9 человек.